# حمام آهودشت
حمام آهودشت مربوط به دوره قاجار است و در شهرستان نور، بخش چمستان، دهستان ناتل رستاق، روستای آهودشت واقع شده و این اثر در تاریخ ۲۸ اسفند ۱۳۸۵ با شمارهٔ ثبت ۱۸۶۹۵ به‌عنوان یکی از آثار ملی ایران به ثبت رسیده است.